# Fraimbault de Lassay
Pour les articles homonymes, voir Saint-Fraimbault.
Fraimbault de Lassay, né vers 500 en Auvergne et mort le 15 août 570 à Saint-Fraimbault, appelé aussi Fraimbaud ou Fraimbourg ou Frambaud ou Frambourg ou Frambour ou Frambaldus en latin, dit l'Auvergnat, est un saint catholique.
Ermite, évangélisateur et fondateur de monastères dans le Maine, c'est un saint chrétien fêté le 16 août.

## Biographie
Fraimbault est né dans une famille sénatoriale. Son père exerce, au nom du roi Clovis, un pouvoir judiciaire, fiscal et militaire.
À l'âge de 15 ans, son père le place à la cour du roi Childebert Ier, fils aîné de Clovis ; cependant très tôt Fraimbault s'engage dans la voie du renoncement.
Vers 517, il mène une vie de contemplation, de méditation et devient ermite. Il trouve abri dans une grotte à Ivriac au bord de la Seine (Son emplacement serait proche de l'actuelle place Parmentier). Son père veut le dissuader de choisir cette vie. Mais, selon la tradition, lorsqu'il le retrouve un signe se produit : les eaux se mettent à enfler au point de transformer les abords de la caverne en véritable lac.
En 518, il entre à l'abbaye de Micy, fondée par Clovis aux abords d'Orléans. Pendant des années, il est formé à l'évangélisation. Il devient prêtre et, répondant à l'invitation de saint Innocent, évêque du Mans, il se rend dans le Maine. En 532, il suit la voie romaine accompagné de saint Constantien de Javron. Ils font une première étape à Saint-Georges-de-la-Couée où ils construisent des cellules rudimentaires qui sont les bases d'un monastère pour les futurs disciples, selon la règle rédigée par Fraimbault. Son séjour dans le Haut-Maine est de courte durée, car l'évêque du Mans leur demande de se rendre dans le Passais.
Les deux amis se séparent. Constantien se fixe à Javron où il fonde un monastère qu'il dirige jusqu'à la fin de ses jours. Fraimbault choisit comme lieu de retraite une grotte sur la rive gauche de la Mayenne, toute proche de l'actuel village de Saint-Fraimbault-de-Prières dans la forêt de Nuz. Les fidèles attirés par ses vertus viennent en nombre et son évêque lui demande d’évangéliser la contrée ; il fonde ensuite un nouveau monastère sur le plateau de Lassay. Son zèle infatigable lui vaut d'être considéré comme l’apôtre de toute la contrée. Selon son hagiographie, il apprend aux habitants à défricher et à travailler la terre.
Fraimbault consacre le reste de sa vie à visiter ses anciens monastères et ses amis de Micy : saint Constantinien ; saint Bômier, saint Avée, et saint Siviard. Il poursuit ses courses évangéliques et c'est au cours de l'une d'elles qu'il succombe à Saint-Fraimbault dans l'Orne en 570.
Il est enterré dans son monastère de Lassay. De nombreux miracles ont lieu sur son tombeau et les foules de pèlerins ne cessent d'affluer jusqu'à la fin du VIe siècle. Selon Jean François René Caillebot, il est mort le 15 août 542 à St Fraimbault, ou son corps est enterré. Selon lui, ses ossements sont portés à Senlis lors des raids vikings.

## Culte
Saint Fraimbault est fêté par l'Église catholique le 16 août.

### Reliques
La collégiale de Saint-Frambourg de Senlis : le corps, son aube et sa chasuble
La chapelle royale ou collégiale Saint-Frambourg de Senlis est fondée tout à la fin du Xe siècle par Adélaïde, reine de France et épouse d'Hugues Capet, après l'acclamation de celui-ci dans la ville en 987 par les Grands du Royaume. Les chanoines de la collégiale sont nommés directement par le roi et ne dépendent d'aucune autorité ecclésiastique sinon du Saint-Siège. Ils sont chargés de prier pour le roi et seule la famille royale peut assister aux offices. Faisant l'objet de soins particuliers de la part du roi, la collégiale est dotée d'un grand nombre de reliques.
Elle accueille alors les dépouilles de saint Fraimbault, déplacées de Lassay-les-Châteaux dans le comté du Maine jusque dans la chapelle. On ne sait pas précisément quand le transfert eut lieu, ce saint n'ayant eu aucun contact avec la ville de Senlis au cours de sa vie. On parle de religieux fuyant les Vikings et trouvant refuge dans la ville avec les reliques, de seigneur de Senlis ayant combattu avec un comte du Maine, le transfert ayant alors lieu à la fin du IXe siècle. On dit aussi que la reine elle-même fit opérer ce transfert de relique, à la fin du Xe siècle parce que le saint était réputé contribuer à la prospérité de la famille royale et à la tranquillité du Royaume. Le corps du saint fut déposé dans une chasse d'argent, hormis le chef demeuré à Lassay.
À la Révolution, l'ensemble des reliques furent transportées à la cathédrale de Senlis.
Église Saint-Fraimbault de Saint-Fraimbault-de-Lassay : la tête
Dans la commune de Lassay, saint Fraimbault est fêté le lundi de Pentecôte. Ses reliques sont portées en procession de l'église de Saint-Fraimbault à l'église de Lassay où est chantée une grand-messe. Il protège les biens de la terre. On identifie sa pierre tombale à une pierre intégrée dans un angle de la façade nord de l'église de Saint-Fraimbault-de-Lassay (pierre portant trèfle et graal). Frambaldus de Laceio, porteur de lance : l'ensemble a conduit René Bansard ainsi que l'équipe du CENA de l'université de Caen à mettre en évidence que son personnage et sa vita avaient servi de modèle aux XIIe et XIIIe siècles à la création du personnage littéraire de Lancelot du Lac, chevalier du roi Arthur.
Église Saint-Pierre-Saint-Paul d'Ivry-sur-Seine : une relique (indéterminée)
Saint Frambourg vécut ses premières années d'ermitage à Ivry sur Seine. En 1675, les habitants d'Ivry obtiennent une relique du saint que l'on déposa dans une chapelle à son nom, aujourd'hui détruite. Ils fondèrent une confrérie de saint Frambourg. La relique est toujours conservée dans l'église paroissiale. Le saint est fêté le 1er mai.

### Édifices religieux portant son nom ou lui étant dédiés
- chapelle royale Saint-Frambourg de Senlis ;
- église Saint-Fraimbault de Saint-Fraimbault-de-Lassay : deux églises, celle de la ville, récente, et celle du village de St Fraimbault de Lassay, à l'est ;
- chapelle Saint-Fraimbault de Saint-Georges-de-la-Couée, conservant une sculpture en terre cuite représentant saint Fraimbault ;
- église Saint-Pierre-Saint-Paul d'Ivry-sur-Seine. Il est le saint patron de la commune d'Ivry-sur-Seine où le vocable saint Frambour est utilisé. À l'extérieur, une sculpture en pierre représente saint Frambourg. Une relique du saint est conservée dans l'église.

### Communes, villages ou hameau portant son nom

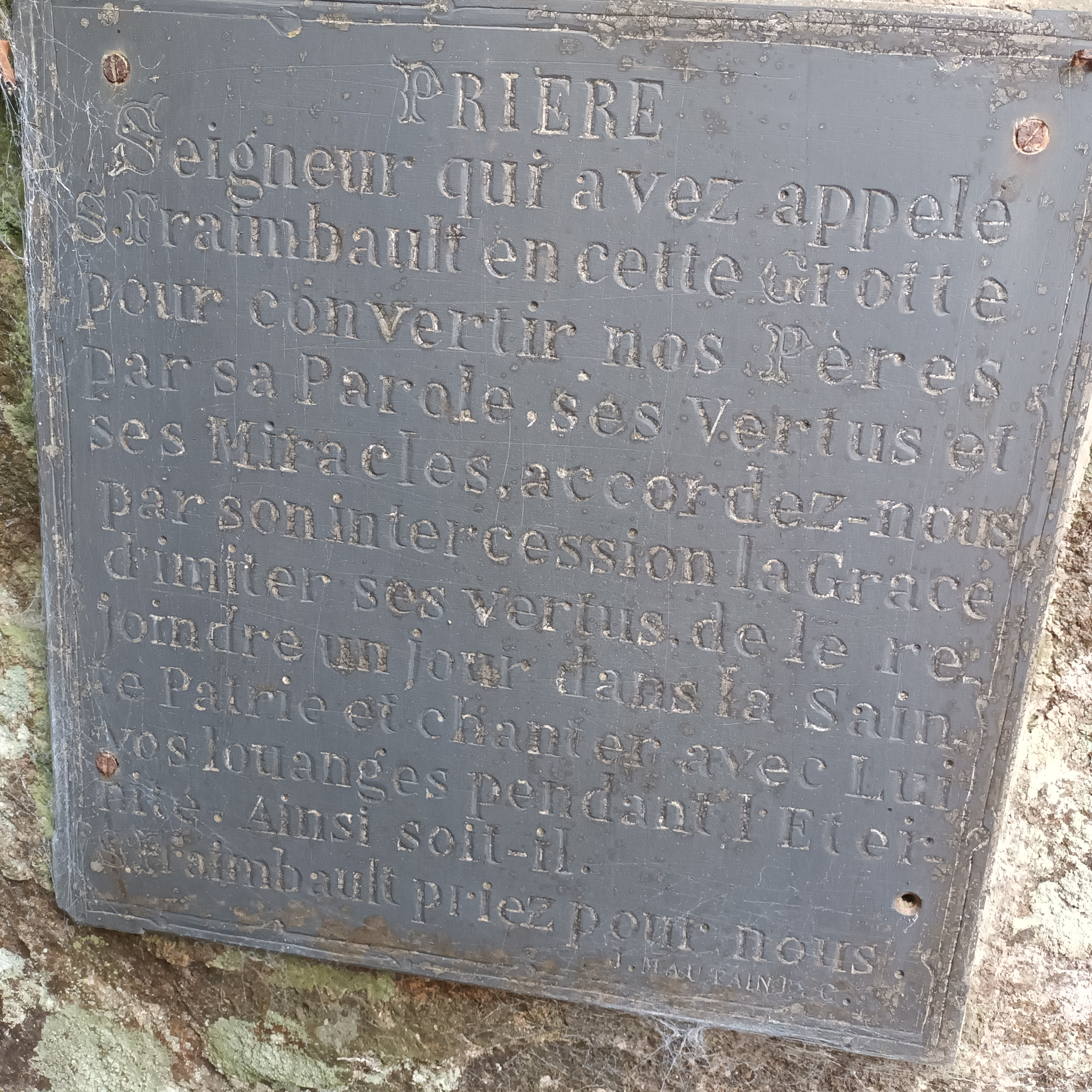
Prière de la grotte à Saint-Fraimbault-de- Prières.

- Prière de la grotte à Saint-Fraimbault-de- Prières.Saint-Fraimbault-de-Prières (Mayenne) ;
- Saint-Fraimbault-de-Lassay (Mayenne) ;
- Villers-Saint-Frambourg (Oise) ;
- Saint-Fraimbault (Orne) ;
- hameau de St-Fraimbault intégré à la commune de Saint-Georges-de-la-Couée (Sarthe).

## Rouleau des morts
Selon Léopold Delisle, dans un article publié par la Société de l'histoire de France, Le nom de saint Fraimbault apparaît deux fois dans un rouleau des morts. La première fois dans le rouleau mortuaire de saint Vital de Mortain décédé en 1122, et la seconde dans celui de Guillaume des Barres, qui fut présenté, en 1223, à la collégiale de Saint-Fraimbault de Senlis. Les religieux de Savigny firent porter le rouleau de saint Vital, leur fondateur, à un monastère qui s'inscrivit sous cette forme : « Titulus sancti Frambaldi abbatis. Anima piissimi Vitalis et animæ omnium fidelium defunctorum requiescant in pace. Amen. Septem ei plena officia faciemus. Orate pro nobis. » (Titre de saint Fraimbault abbé. Que l'âme du très pieux Vital et que les âmes de tous les fidèles défunts reposent en paix. Amen. Nous lui ferons sept offices pleins. Priez pour nous).[réf. incomplète]
Léopold Delisle a cru, du moins si l'on s'en rapporte à la table, que les deux communautés portant le vocable de saint Fraimbault n'en faisaient qu'une et attribue l'une et l'autre à Senlis. Le titre de saint Fraimbault, abbé, avec l'inscription précédente, doit être attribué à Saint-Fraimbault-du-Maine et à Saint-Faimbault-de-Lassay. Il suffit, pour s'en convaincre, de lire le nom des couvents visités qui précèdent et suivent cette citation. On verra que les messagers viennent de Bourgueil, Fontevrault, Angers, quand ils arrivent à Saint-Fraimbault, et lorsqu'ils en repartent, c'est pour se rendre au Mans, puis à Séez.[réf. incomplète]

## Lancelot du Lac
Le personnage de saint Fraimbault est associé par certains auteurs modernes[Qui ?] à celui du personnage de la légende arthurienne Lancelot du Lac.
L’étymologie de Lancelot serait une allusion à saint Fraimbault (en latin Frambaldus), puisque ce nom de personne germanique a pour étymologie fram-baldus c'est-à-dire « lance » (cf. framée) + « courageux, fort, puissant » et l'élément du lac se réfèrait à Lassay (anciennement Lacy, latin médiéval Laceio) par analogie avec ce toponyme gallo-romain.
La reine Adélaïde d'Aquitaine, épouse d'Hugues Capet, consacra une église (la collégiale Saint-Frambourg de Senlis) à ce saint en 990, parce qu'il contribuait à la prospérité de la famille royale et à la tranquillité du Royaume. Le corps du saint fut déposé dans une chasse d'argent, hormis le chef demeuré à Lassay. Plus tard, Louis VII lui consacra un plus bel édifice en signe de reconnaissance.
Plus tard, Aliénor d'Aquitaine a tenu cour à Domfront non loin de Saint Fraimbault de Lassay.
Pour René Bansard, l'estime de la dynastie allait s'exprimer différemment avec l'une de ses filles, Marie de Champagne, qui avait créé une sorte d'académie, où paraissaient les meilleurs écrivains dont Chrétien de Troyes. Favori de la comtesse, il la suivit lors de voyages à cette cour de Domfront, voyageant entre Passais et Mortainais entre Barenton, la Fosse Arthour, Banvou, la forêt de la Lande Pourrie et l'Abbaye blanche. Transforma-t-il en vers courtois l'histoire du saint ainsi que d'autres légendes de cette région ? C'était l'avis de René Bansard, étayé par une toponymie très particulière. Il a été repris et développé depuis 40 ans par une équipe de chercheurs regroupés au sein du CENA arrivé aux mêmes conclusions par d'autres chemins.
La pierre d'angle portant trèfle et calice mentionnée ci-dessus ajoute un élément supplémentaire, Lancelot du lac étant le valet de trèfle de nos jeux de carte. La proximité de Beroul, l'auteur d'un Tristan et Iseult que JC Payen affirme être né à Mortain est un élément supplémentaire le rapprochant de ce fond mythologique.
Les travaux du CENA auraient été validés par The International Arthurian Society (IAS).